# 1847 en Italie
Chronologie de l'Italie
- 1843
- 1844
- 1845
- 1846
- 1847
- 1848
- 1849
- 1850
- 1851

## Événements
- 15 mars : loi sur la presse du pape Pie IX, qui confie la censure à une commission de laïcs[1]. Le pape prend des mesures libérales. Il institue un Conseil d’État (Consulta, 14 avril), un Conseil des ministres (12 juin), une garde civique (5 juillet), une municipalité à Rome (1er octobre)[2].
- 6 mai : à l’exemple du pape, le grand-duc de Toscane libéralise la presse[3].
- 16 août : l’Autriche occupe militairement Ferrare[4].
- 29 août : Domenico Romeo fait hisser le drapeau tricolore italien sur la place de Santo Stefano in Aspromonte, en Calabre[5]. Début d'une insurrection dans le royaume des Deux-Siciles.
- 1er septembre : échec d’une insurrection à Messine[5].
- 2 septembre : la population de Reggio de Calabre se soulève ; la garnison du château capitule le 3 septembre et un gouvernement provisoire est établi. La constitution libérale de 1820 est proclamée[5].
- 4 septembre : bombardement de Reggio et répression de l’insurrection à Reggio et à Gerace par les forces napolitaines[5].
- 26 septembre : inauguration de la municipalité de San Ferdinando di Puglia[6].

- 1er octobre: une manifestation est brutalement réprimée par l’armée et la police à Turin. Le ministre de la Guerre, Villamarina, considéré comme libéral, donne sa démission le 8 octobre[5].
- 30 octobre : le roi de Sardaigne publie des décrets qui octroient une réforme communale basée sur l’élection censitaire, abolissent les juridictions exceptionnelles, créent une Haute Cour de justice, introduisent dans les procès criminel la défense orale et la publicité des débats, limitent les pouvoirs de la police et assouplissent la censure sur la presse[7].

- 3 novembre : Charles-Albert de Piémont, Léopold II de Toscane et Pie IX signent les préliminaires d’une union douanière[5].
- 29 novembre : le vice-roi Claudio Gabriele de Launay annonce la Fusione perfetta, fusion administrative des États de Savoie qui deviennent le « royaume de Sardaigne », un État plus centralisé bien que « non centraliste »[8].
- 10 décembre : Il Canto degli Italiani de Goffredo Mameli, futur l'hymne national de l'Italie, est imprimé pour la première fois sur une feuille volante[9].
- 23 décembre : les Autrichiens se retirent de Ferrare à la suite des protestations du pape appuyées par la France[4].

## Culture

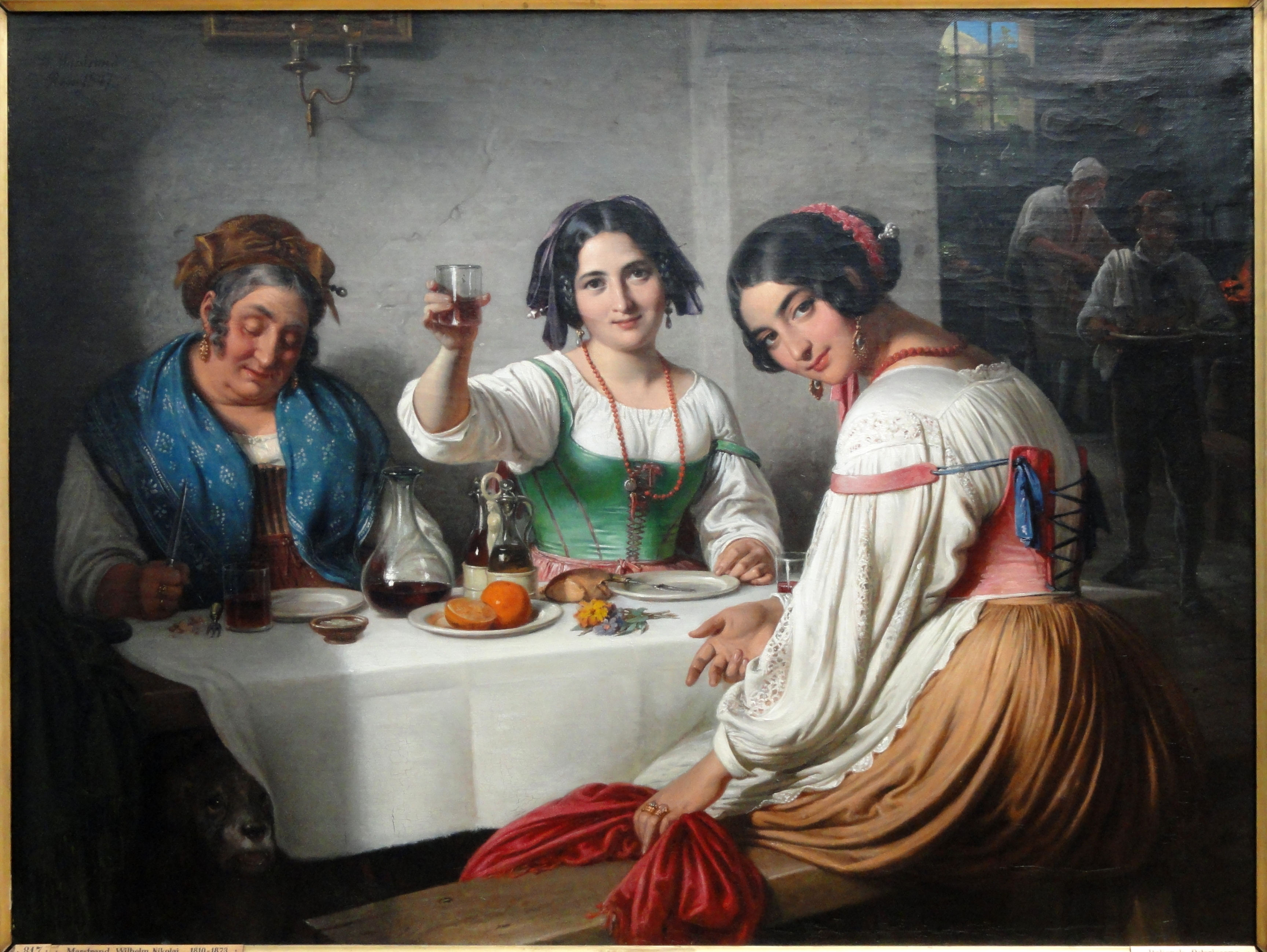
Scène d'Osteria italienne de Wilhelm Marstrand.

### Opéras créés en 1847
- 14 mars : Macbeth, opéra en quatre actes de Giuseppe Verdi, sur un livret de Francesco Maria Piave et Andrea Maffei, d'après la tragédie de William Shakespeare, créé au Teatro della Pergola à Florence[10].
- 22 juillet : I masnadieri (en français, Les Brigands), opéra en quatre actes de Giuseppe Verdi sur un livret de Andrea Maffei, tiré du drame de Friedrich von Schiller, Die Raüber, créé au Her Majesty's Theatre, de Londres
- 26 novembre : Jérusalem, (en italien Gerusalemme), grand opéra à la française en quatre actes de Giuseppe Verdi sur un livret d'Alphonse Royer et Gustave Vaëz[11] adapté de I Lombardi alla prima crociata de Temistocle Solera, créé en français à l'Opéra Le Peletier de Paris[11], puis en italien au Teatro alla Scala de Milan le 26 décembre 1847.

## Naissance en 1847
- 11 février : Vittorio Ecclesia, photographe, actif à Turin. († 3 février 1928)

## Décès en 1847
- 11 septembre : Giuseppe Canella, 59 ans, peintre de vedute. (° 28 juillet 1788)
- 2 octobre : Rocco Verduci, 23 ans, révolutionnaire et patriote de l'unification italienne, martyr de l'insurrection dans le royaume des Deux-Siciles de 1847. (° 3 août 1824)
- 22 octobre : Pietro Bagnoli, 79 ans,abbé, poète et librettiste. (° 21 décembre 1767)